# Roos Vermeij
Rosemarijn Agnes (Roos) Vermeij (Den Haag, 28 maart 1968) is een Nederlands bestuurder en PvdA-politicus. Van 2006 tot 2017 lid van de Tweede Kamer der Staten-Generaal. Van 2021 tot 2022 was zij wethouder van Rotterdam.

## Biografie
Vermeij ging tot 1986 naar het gymnasium-β op het Mendelcollege in Haarlem en studeerde van 1986 tot 1992 vrouwengeschiedenis aan de Rijksuniversiteit Leiden. Van 1992 tot 1997 was zij adviseur van de partijvoorzitters en het partijbestuur van de Partij van de Arbeid. Van 1997 tot 1998 was zij campagnemanager en lid van het campagneteam van de Partij van de Arbeid voor de gemeenteraadsverkiezingen in 1998. Van 1997 tot 2002 was zij secretaris bij het Centrum voor Lokaal Bestuur van de Wiardi Beckman Stichting. Vermeij was van 2000 tot 2002 politiek adviseur op het ministerie van Verkeer en Waterstaat. Van 2002 tot 2006 was zij manager stakeholders bij de joint venture Trans Link Systems van de OV-chipkaart.
Vermeij was van 30 november 2006 tot 23 maart 2017 namens de PvdA lid van de Tweede Kamer der Staten-Generaal. Ze hield zich bezig met de beleidsterreinen arbeidsmarkt, AOW en pensioenen. Vermeij was lid van de Parlementaire enquête naar het Financieel Stelsel (2010-2012), fractiesecretaris en lid van het fractiebestuur (2012-2014), voorzitter van de Vaste Kamercommissie voor Economische Zaken (2014-2017), lid van het Presidium van de Tweede Kamer (2016-2017) en vice-fractievoorzitter (2016-2017). In de Kamer maakte ze zich onder andere sterk voor een wijziging in het minimumjeugdloon, waardoor 21-jarigen hetzelfde gaan verdienen als volwassenen. Ze maakte in augustus 2016 bekend dat ze na de verkiezingen van maart 2017 afscheid ging nemen van de Tweede Kamer, naar eigen zeggen om op een andere plek "de wereld te verbeteren".
Vermeij was van 15 augustus 2017 tot 16 februari 2021 bestuurder Pensioenbeleid & Communicatie bij het Pensioenfonds van de Metalektro (PME). Vanaf 18 februari 2021 was zij namens de PvdA wethouder van Rotterdam met in haar portefeuille economie, wijken en kleine kernen. Ze volgde tussentijds haar partijgenoot Barbara Kathmann op. In Rotterdam nam ze maatregelen tegen flitsbezorgers. Op 16 juni 2022 nam zij afscheid als wethouder.
Vermeij is voorzitter van de raad van toezicht van het Nederlands Letterenfonds, lid van het partijbestuur van de Partij van de Arbeid en lid van de raad van commissarissen van Rijnmond Dokters. Eind november 2022 werd Vermeij door de minister van Sociale Zaken en Werkgelegenheid benoemd tot voorzitter van de adviescommissie Toekomst Arbeidsongeschiktheidsstelsel.
In september 2023 werd Vermeij benoemd als lid van de raad van toezicht van NTR, waarvan ze in oktober 2023 tot voorzitter werd benoemd. Op 28 november 2024 stapte de voltallige raad van toezicht op, nadat tijdens een onderzoek naar de werkcultuur ernstige feiten over Willemijn Francissen, de tijdelijk teruggetreden mediadirecteur, waren geconstateerd.

## Privéleven
Gedurende haar studietijd was Vermeij ook één jaar onderdeel van het bestuur van de Historische Studievereniging Leiden.
Vermeij is getrouwd en heeft drie kinderen.

## Publicaties
- Roos Vermeij, De "vrouwendingen" van mej. mr. M.A. Tellegen. Leiden, Rijksuniversiteit, 1992 (doctoraalscriptie). In 1992 won zij de Johanna Naberprijs voor de beste Nederlandstalige afstudeerscriptie op het gebied van vrouwen- en/of gendergeschiedenis.[16]

- International Standard Name Identifier: 0000 0003 9682 3724
- Nederlandse Thesaurus van Auteursnamen: 152182098
- Parlement.com: vhekc59myem0
- Virtual International Authority File: 291803264
- WorldCat: E39PBJxWQ8RGyDwGyk3GQdHpyd